# Tricolia entomocheila
Tricolia entomocheila é uma espécie de molusco pertencente à família Phasianellidae.
A autoridade científica da espécie é Gofas, tendo sido descrita no ano de 1993.
Trata-se de uma espécie presente no território português, incluindo a zona económica exclusiva.